# Hermannus Hermanni Schilling
Hermannus Hermanni Schilling, född 1588 i Minden, Westfalen, död 20 juli 1653 i Borgs församling, Östergötlands län, var en svensk präst.

## Biografi
Hermannus Hermanni Schilling föddes 1588 i Minden, Westfalen. Han flyttade tidigt till Linköping och växte upp där. Schilling blev 1611 student vid Uppsala universitet och 1614 vid Rostocks universitet. Han blev 1615 kollega i Linköping och prästvigdes 23 mars 1616. Schillinge blev kyrkoherde i Hovs församling 1623 och avsattes 1641. Han blev 1647 kyrkoherde i Borgs församling. Han avled 1653 i Borgs församling och begravdes 4 augusti på gamla kyrkogården. I kyrkan hägde ett epitafium över honom som förstördes vid kyrkans brand 1729.

### Familj
Schilling gifte sig med Anna Jönsdotter. Hon var dotter till kyrkoherden i Västra Ny församling. De fick tillsammans barnen Ragnhild Schilling (död 1684) som var gift med lantmätaren Johan De Rogier i Östergötlands län, kollegan Christophorus Schilling vid Strängnäs trivialskola, Jacobus Schilling och Gustaf Schilling (död 1631).